# Tour Femenino de San Luis
Tour Femenino de San Luis er et etapecykelløb for kvinder, der findes sted hvert år i San Luis, Argentina.

## Vindere
| År   | Vinder             | Toer                | Treer               |
| ---- | ------------------ | ------------------- | ------------------- |
| 2014 | Alison Powers      | Fernanda da Silva   | Clemilda Fernandes  |
| 2015 | Janildes Fernandes | Lauren Stephens     | Ana Paula Polegatch |
| 2016 | Katie Hall         | Małgorzata Jasińska | Arlenis Sierra      |